# Выборы в Народное собрание Карачаево-Черкесии (2014)
Выборы депутатов Народного собрания Карачаево-Черкесии пятого созыва состоялись в Карачаево-Черкесии в единый день голосования 14 сентября 2014 года.
В отличие от прошлых выборов, на которых по смешанной системе избиралось 73 депутата, на этих выборах избиралось 50 депутатов по партийным спискам (пропорциональная система). Для попадания в нарсобрание партиям необходимо преодолеть 5%-й барьер. Срок полномочий депутатов — пять лет.
Председатель республиканского избиркома — Мехти Байтоков.

## Изменения законов о выборах
10 апреля 2014 года депутаты парламента единогласно приняли законопроект, который заменил смешанную систему на пропорциональную, то есть только по партийным спискам. Кроме того, количество мест в парламенте было уменьшено с 73 до 50. Инициатива об изменении избирательной системы исходила от фракции «Единой России». При этом сохранилось неравное соотношение пропорциональной и мажоритарной частей – 26/24. Республиканский список теперь должен разбиваться на 24 территориальные группы вместо 12. То есть число депутатов и одномандатных округов сократилось, а число групп увеличилось.
В мае 2014 года был снижен заградительный барьер с 7% до 5%.

## Выдвижение и регистрация
Партии выдвигали списки кандидатов по единому республиканскому округу.
Без сбора подписей избирателей могли выдвигать списки семь партий: «Единая Россия», КПРФ, ЛДПР, «Справедливая Россия», «Яблоко», «Патриоты России» и «Коммунисты России».
Всего списки выдвинули 12 партий, но зарегистрированы были только списки 7 партий — те, кому не требовалось собирать подписи. Ни одна партия, пытавшаяся зарегистрироваться для участия в выборах через сбор подписей, допущена не была. Партиям «Народ против коррупции» и «Российский объединённый трудовой фронт», «Народная партия „За женщин России“» и «Партия возрождения России» было отказано в регистрации из-за того, что они не смогли собрать нужного числа подписей. Партия «Российский общенародный союз» не была допущена, поскольку её подписи были сочтены сомнительными.
Партии «Яблоко» и «Рот Фронт» заявили, что отказы в регистрации были необоснованные.
Партия «Коммунисты России», имевшая право на регистрацию без сбора подписей, смогла зарегистрировать список кандидатов. Однако затем республиканский избирком обратился в Верховный суд КЧР с просьбой отменить свое же решение о регистрации списка «Коммунистов России». 22 августа суд удовлетворил заявление об отмене регистрации списка.
| 1                                                                                             | «Коммунисты России»                      | Эдуард Маршанкулов • Виталий Василенко • Музакир Хапсироков | 100 | отказ в регистрации |
| 2                                                                                             | «Единая Россия»                          | Рашид Темрезов • Александр Иванов • Крым Казаноков          | 84  | зарегистрирован     |
| 3                                                                                             | ЛДПР                                     | Олег Жедяев • Инна Нехорошева • Александр Чайка             | 35  | зарегистрирован     |
| 4                                                                                             | «Справедливая Россия»                    | Ренат Акбаев • Руслан Гербеков • Карина Рожнова             | 33  | зарегистрирован     |
| 5                                                                                             | КПРФ                                     | Исмель Биджев • Роза Чотчаева • Муратхан Михайлович         | 39  | зарегистрирован     |
| 6                                                                                             | «Патриоты России»                        | Олег Коджаков • Мурадин Карданов • Виктор Бородкин          | 48  | зарегистрирован     |
| Партии, не имеющие льгот при выдвижении, вынужденные собирать подписи для регистрации списка: |                                          |                                                             |     |                     |
| -                                                                                             | «Народ против коррупции»                 | Александр Айчепшев • Руслан Касаев • Джашарбек Теунаев      | 35  | отказ в регистрации |
| -                                                                                             | «Российский объединённый трудовой фронт» | Хасан Карабугаев • Азамат Катчиев • Альберт Куданетов       | 36  | отказ в регистрации |
| -                                                                                             | «Народная партия „За женщин России“»     | Александр Веденеев • Елена Адаамокова • Дебош Салпагаров    | 33  | отказ в регистрации |
| -                                                                                             | «Партия возрождения России»              | Добай Болатчиев • Рустам Джанкезов • Нашева Инна            | 32  | отказ в регистрации |
| -                                                                                             | «Российский общенародный союз»           | Казим Хубиев • Евгений Переверзев • Хызыр Эбзеев            | 41  | отказ в регистрации |
| ** В списке кандидатов может быть от 30 до 100 человек.                                       |                                          |                                                             |     |                     |

## Результаты
В выборах в приняли участие 209 027 человек из 309 409, таким образом явка избирателей составила 67,55 %. 
| Партия                       | Партия                       | Первые три кандидата в списке                       | Голоса  | % голосов | Мандатов по списку |
| ---------------------------- | ---------------------------- | --------------------------------------------------- | ------- | --------- | ------------------ |
|                              | Единая Россия                | Рашид Темрезов • Александр Иванов • Крым Казаноков  | 153 020 | 73,21 %   | 37                 |
|                              | КПРФ                         | Исмель Биджев • Роза Чотчаева • Муратхан Михайлович | 20 201  | 9,66 %    | 5                  |
|                              | Справедливая Россия          | Ренат Акбаев • Руслан Гербеков • Карина Рожнова     | 12 541  | 5,99 %    | 3                  |
|                              | Патриоты России              | Олег Коджаков • Мурадин Карданов • Виктор Бородкин  | 12 123  | 5,80 %    | 3                  |
|                              | ЛДПР                         | Олег Жедяев • Инна Нехорошева • Александр Чайка     | 10 655  | 5,10 %    | 2                  |
| Действительных бюллетеней:   | Действительных бюллетеней:   | Действительных бюллетеней:                          | 208 540 | 99,77 %   |                    |
| Недействительных бюллетеней: | Недействительных бюллетеней: | Недействительных бюллетеней:                        | 487     | 0,23 %    |                    |
| Всего:                       | Всего:                       | Всего:                                              | 209 027 | 100,00    |                    |

Сразу после выборов от депутатского мандата ожидаемо отказался глава Карачаево-Черкесии Рашид Темрезов («Единая Россия»). Мандат был передан следующему по списку кандидату Хамзету Джумаеву.
На первую сессию Народного Собрания Карачаево-Черкесии V созыва депутаты собрались 24 сентября 2014. Спикером республиканского парламента был избран Александр Иванов. Также был избран представитель законодательной власти Карачаево-Черкесии в Совете Федерации, им вновь стал Мурат Суюнчев.